# In Mourning
In Mourning est un groupe suédois de death metal progressif, originaire de Falun.

## Historique
Durant son existence, le groupe publie de nombreuses démos auto-produites. Son premier album, Shrouded Divine, est publié le 2 janvier 2008 par Aftermath Music, et salué par l'ensemble de la presse spécialisée,. Le deuxième album du groupe, Monolith, est publié le 25 janvier 2010 par le label Pulverised Records, sur lequel ils publieront deux albums.
Le 29 novembre 2011, le groupe annonce sa signature au label Spinefarm Records et un nouvel album, The Weight of Oceans, pour 2012. Le 27 février 2012, le groupe révèle la liste des titres ainsi que la date de sortie de l'album pour le 18 avril 2012. 
Le 16 janvier 2014, le départ du batteur Christian Netzell est annoncé après 14 ans de service dans le groupe pour cause de divergences musicales. Le même jour, Mattias Bender remplace Netzell pour leur concert au Trondheim Metal Fest.
Le 26 mars 2014, In Mourning annonce que Bender sera membre et batteur permanent. Le 22 décembre 2014, In Mourning annonce le départ de Bender et son remplacement par Daniel Liljekvist (ex-Katatonia). 

## Membres

### Membres actuels
- Tobias Netzell – chant, guitare (depuis 2000)
- Pierre Stam – basse (depuis 2000)
- Björn Petterson – guitare, chant (depuis 2005)
- Tim Nedergård – guitare (depuis 2006)
- Daniel Liljekvist - batterie (depuis 2014)

### Anciens membres
- Tommy Eriksson – guitare (2000–2003)
- Christian Netzell – batterie (2000–2014)
- Jon Solander – guitare, (2005–2006)
- Mattias Bender – batterie (2014)

## Discographie

### Démos
- 2000 : In Mourning
- 2002 : Senseless
- 2004 : Confessions of the Black Parasite
- 2006 : Grand Denial